# 狎鴎亭ロールスロイス突進事件
狎鴎亭ロールスロイス突進事件（アックジョンロールスロイスとっしんじけん）は、2023年8月2日にソウル特別市江南区で発生した車両突進事件。
狎鴎亭駅4番出口近くでAがロールス・ロイス車両を突進して、被害者Bが病院で治療を受けるのに死亡した事件である。

## 事件の概要
Aは事件当時、麻薬を投薬した状態だった。

## 捜査
検察は住居地を押収捜索した結果、現金1億ウォンを発見し、組織暴力団との関連性があるかどうかを捜査中だ。
2023年12月20日、検察はAに対して懲役20年を求刑した。
12月26日、Aに麻薬を処方した40代の医師に拘束令状を請求し、拘束された。
2024年1月24日、Aは1審裁判で懲役20年を宣告された。